# Всероссийский научно-исследовательский институт радиоаппаратуры
Всероссийский научно-исследовательский институт радиоаппаратуры (ВНИИРА) — советский и российский научно-исследовательский институт. Образован в Ленинграде 10 июля 1946 года, название при создании — Научно-исследовательский институт по радионавигационной технике (НИИ-33). Создан с целью разработки радиотехнических средств навигации, посадки самолётов и управления воздушным движением.

## История
Создан в 1946 году постановлением ЦК КПСС и Совета Министров СССР № 1529—678, с целью создания специальной научно-исследовательской базы способной решать вопросы связанные с разработкой современных радиотехнических средств навигации в авиации.
В 1950-е годы специалисты института разработали и внедрили первыми в мировой практике радиолокационные комплексы управления полётами и посадкой самолётов (Глобус-1, Глобус-2), системы ближней навигации (РСБН) состоящие из комплекса наземной и бортовой аппаратуры, системы инструментальной посадки (СП-50), обеспечивающие посадку самолётов всех ведомств, метеорологические радиолокаторы (МРЛ-1).
В 1960 году правительство СССР приняло постановление согласно которому за институтом закреплялась головная роль в разработке и создании Единой Государственной системы управления воздушным движением, навигации и посадки военной и гражданской авиации. Параллельно для военных нужд конструкторами института была сконструирована и произведена первая отечественная система адресного радиовизирования и передачи команд для наведения истребителей войск ПВО.
В 1967 году Ленинградский научно-исследовательский институт авиационного оборудования был переименован во Всесоюзный научно-исследовательский институт радиоаппаратуры (ВНИИРА).
В 1971 году перед институтом была поставлена задача разработки и внедрения автоматизированной радиотехнической системы ближней навигации, посадки и управления для самолётов корабельного базирования на тяжёлых авианесущих кораблях ВМФ. Задача была выполнена, после ряда испытаний в 1976 году им был оснащён первый тяжёлый авианосец «Киев», а затем и последующие корабли этого проекта.
В середине 1970-х годов специалиста ВНИИРА занимались разработкой нового поколения радиомаяков метрового диапазона длин волн СП-70, а затем СП-75, соответствующих стандартам и требованиям Международной организации гражданской авиации (ICAO). Для военных нужд в 1970-е годы было разработано и внедрено наземное оборудование системы управления приводом и посадкой беспилотных самолётов-разведчиков, включая бортовое оборудование, которое обеспечило навигацию беспилотных летательных аппаратов в радиусе действия радиомаяков системы ближней навигации, выполнение полёта по заданному маршруту и возврат в заданную точку посадки.
В 1976 году на основе накопленного опыта военных разработок в Ленинградском аэропорту «Пулково» была внедрена первая советская автоматизированная система управления воздушным движением («СТАРТ»). Позднее комплекты АС УВД «СТАРТ» были установлены и введены в эксплуатацию в 14 аэропортах СССР с интенсивным воздушным движением. В этом же году конструкторы ВНИИРА сконструировали и создали тренажёр «Тренер» для практической подготовки диспетчерского состава гражданской авиации, немногом позже тренажёром были укомплектованы все школы СССР где готовили диспетчеров.
В 1978 году правительство СССР выбрало ВНИИРА головным предприятием по созданию радиотехнического комплекса «Вымпел», создаваемого для навигации, посадки, контроля траектории движения и обеспечения безопасности полёта на атмосферном участке движения орбитального корабля «Буран» многоразовой космической системы «Энергия-Буран». 15 ноября 1988 года средствами комплекса «Вымпел» было успешно выполнено обеспечение первого полёта и посадки орбитального корабля «Буран».
В 1980-х года институт продолжил работы по конструированию и созданию средств, систем и комплексов управления воздушным движением, навигации и посадки летательных аппаратов.
В 1991 году предприятие было акционировано как ОАО «Ордена Трудового Красного Знамени Всероссийский научно-исследовательский институт радиоаппаратуры» (ОАО «ВНИИРА»). С марта 2015 года — АО.
9 апреля 1999 года ВНИИРА присвоен статус Федерального научно-производственного центра. После 2000 года специалисты института работают с большинством аэропортов России в разрезе проектно-изыскательских, строительно-монтажных работ, являются поставщиками оборудования собственной разработки.
31 мая 2023 года ВНИИРА прекратил деятельность в качестве юридического лица, присоединившись в ходе реорганизации к АО «Обуховский завод».

## Санкции
С 27 декабря 2014 года АО «ВНИИРА» находится под санкциями со стороны США из-за «действий и политики правительства Российской Федерации в отношении Украины, включая размещение российских вооруженных сил в крымском регионе Украины».
12 апреля 2023 года, на фоне вторжения России на Украину, научно-исследовательский институт включён в санкционный список Канады как «организация причастная к войне Путина».